# Valea Dragului
Valea Dragului es una comuna ubicada en el distrito de Giurgiu, Rumania.

## Superficie
Cuenta con una superficie de 37,14 kilómetros cuadrados.

## Demografía
Hasta 2021 la población era de 2742 habitantes, con una densidad de población de 73,83 habitantes por kilómetro cuadrado.